# Bernardo Falcone
Bernardo Nunes Falcone, znany jako Beni Falcone, (ur. 31 sierpnia 1983 w Rio de Janeiro) – brazylijski aktor telewizyjny, teatralny i filmowy. 

## Wybrana filmografia
- 2007: Przyjaciele i Rywale (Amigas & Rivais) jako Chłopiec na imprezie
- 2008: High School Musical: A Seleção jako on sam
- 2009-2011: Kiedy dzwonek dzwoni (Quando Toca o Sino) jako Fred
- 2011-2012: Buntowniczy (Rebelde Brasil) jako Téo Marques
- 2014: Wysoka Płaszczyzna (Plano Alto) jako Rico
- 2017: Belaventura jako Ian

### Filmy fabularne
- 2010: High School Musical: Wyzwanie (High School Musical: O Desafio) jako Bernardo